# فرخنده دمگاه‌لاجوردی
فرخنده دمگاه‌لاجوردی یا فرخنده کابانیس (نام علمی: Poecilostreptus cabanisi) گونه‌ای از پرندگان از تیرهٔ فرخندگان (Thraupidae) است. این گونه ساکن محلی در جنگل‌های پهن‌برگ نمناک و کشتزار همجوار دامنه اقیانوس آرام در غرب گواتمالا و جنوب چیاپاس، مکزیک است. در ارتفاعات ۸۵۰–۱٬۹۰۰ متر (۲٬۷۹۰–۶٬۲۳۰ فوت) گزارش شده است.